# Aliança de Primorje – Gorski Kotar
L' Aliança de Primorje-Gorski Kotar (croat Primorsko Goranski Savez, PGS) és un partit polític de Croàcia de caràcter regionalista del Comtat de Primorje-Gorski Kotar. Va tenir el seu origen en l'Aliança Democràtica de Rijeka (Riječki demokratski savez, RiDS), que va obtenir un escó a les eleccions legislatives croates de 1992. Degut a l'èxit va estendre les seves activitats de la ciutat de Rijeka a tot el comtat. A les eleccions legislatives croates de 2003 es presentà en coalició amb el Partit Popular Croat i va obtenir un escó. A les eleccions legislatives croates de 2007 canvià l'aliança i es presentà amb el Partit Camperol Croat i el Partit Social Liberal Croat, però no va obtenir cap escó.